# تقطير بالبخار

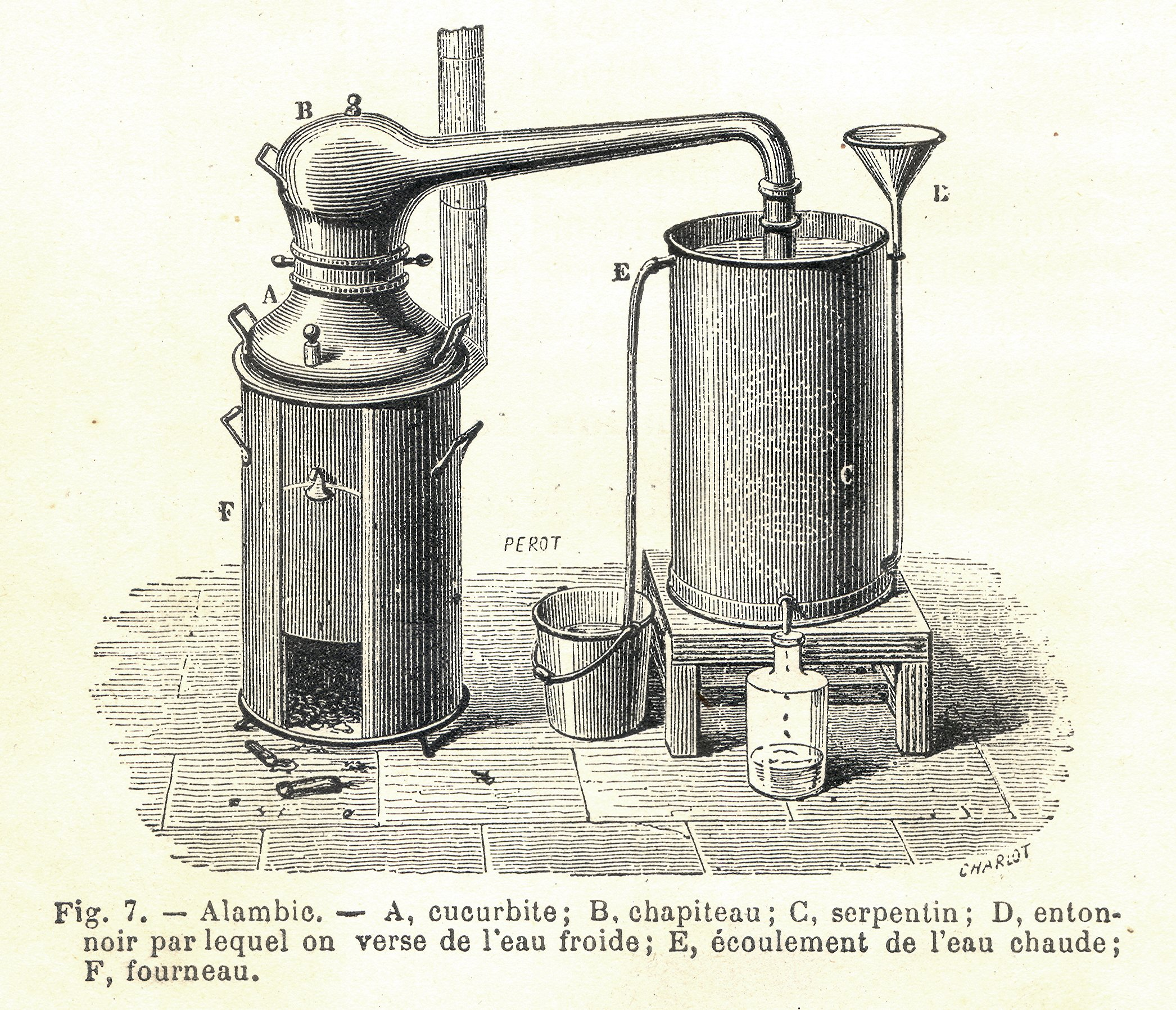
الإنبيق.

تقطير بالبخار (بالإنجليزية: Steam distillation)‏ هي طريقة خاصة للتقطير أي لفصل المواد، تستخدم لفصل المواد التي تتأثر بالحرارة مثل العطور والمواد العضوية. أبتكر الإنبيق العالم العربي جابر بن حيان.
تتحلل كثير من المواد العضوية تحت تأثير الحرارة، ولذلك لا تصلح الطريقة العادية للتقطير لفصلها وتنقيتها. وتستخدم طريقة التقطير بالبخار وذلك بإدخال البخار أو الماء مع المواد المطلوب فصلها، بذلك تنخفض درجة غليان المواد مما يساعد على التبخر في درجة حرارة أقل، أي تتبخر في درجة حرارة تحت تلك الدرجة التي تتحلل فيها.
وإذا كانت المادة تتحلل في درجة التقطير بالبخار فيمكن الجمع بين طريقة التقطير بالبخار وطريقة التقطير بالتفريغ. وبعد انتهاء عملية التقطير حيث تتكثف الأبخرة كالمعتاد، تتجمع في القارورة النهائية خليط من المادة العضوية المراد فصلها والماء، وهذه يسهل فصلهما.

## الطريقة
عند استخدام بخار الماء في عملية التقطير تصبح درجة غليان المخلوط دائما تحت 100 درجة مئوية. ويرجع السبب في ذلك إلى أن ضغط البخار الكلي للمخلوط يتكون من مجموع ضغطي البخار الجزئي للمادة المراد فصلها والماء، وذلك بصرف النظر عن كمياتهما المولية. ونتيجة ذلك أن ضغط البخار الكلي للمخلوط يكون دائما أعلى من ضغط البخار للماء الذي يبلغ 1013 مليبار عند درجة حرارة 100 درجة مئوية. لذلك تسمح طريقة التقطير بالبخار فصل المواد العضوية التي تتغير بالحرارة.

## استخداماتها
يستخدم التقطير بالبخار لفصل الزيوت العطرية والروائح. وخلال تلك العملية يمرر بخار الماء خلال الأوراق النباتية أو الأزهار التي تحتوي على الزيوت العطرية. وتستخدم الطريقة أيضا في بعض عمليات تركيب المواد. ويتم الحصول على زيت الكافور وزيت البرتقال بتلك الطريقة في الصناعة.
يستخدم التقطير بالبخار أيضا في تكرير البترول والصناعات البتروكيماوية.
كذلك تستخدم الطريقة في الصناعات الغذائية، مثل تحضير المايونيز التي تحفظ في أنابيب تحت ضغط عال.

## اقرأ أيضا
- تقطير جزئي
- تقطير النفط
- تقطير إتلافي
- تقطير جاف
- معادلة فينسك
- طبق نظري
- تعبئة بنائية